# AnonGhost
AnonGhost est un groupe de hackers qui a effectué de nombreuses attaques conduites sur des sites Internet. L'attaque la plus courante effectuée par ce groupe est le défacement de sites web.
Le groupe se dit « voulant défendre les valeurs et l'image de l'islam » et « respectant toutes les religions ».

## Membres
Selon des estimations faites en 2015, le groupe compte entre 20 et 30 membres venant notamment de Tunisie et du Pakistan.
L'équipe AnonGhost semble être dirigée par une attaquant mauritanien soutenant l'état islamique,.

## Attaques
Le 7 avril 2014, il deface le site du ministère israélien de l'agriculture et du développement rural (en).
En juin 2015, il revendique sur Facebook une attaque contre l'université de l'Arizona.

### Opération OpSaveGaza
En novembre 2014, le groupe mène l'opération OpSaveGaza.
Il revendique le piratage de plusieurs sites web d'universités américaines en imposant des messages antisémites et pro-terroristes. Les pirates redirigent également les visiteurs de certains sites web vers des pages diffusant un enregistrement du Coran et contenant un message en anglais commençant par la déclaration : « Mort à tous les Juifs... Viva Hamas, Qassam ».
Il pirate également des sites français (comme celui du lycée Henri Martin et celui du mémorial du Chemin des Dames) et le site du Shropshire Fire and Rescue Service (en).

### Attentat contreCharlie Hebdo
En janvier 2015, à la suite de l'attentat contre Charlie Hebdo, le groupe pirate et déface 19 000 sites français (notamment ceux du mémorial de Caen, de Kev Adams, de BNP Paribas et de la Fondation Jacques Chirac),.

### Guerre à Gaza depuis 2023
Durant la guerre à Gaza depuis 2023, le groupe crée une fausse application d'alerte à la bombe (usurpant l'application RedAlert - Rocket Alerts développée par Elad Nava) afin de voler des données,,. Il pirate également l'application originale et envoie des fausses alertes à la bombe nucléaire (parfois accompagnées de svastika).